# Literatura austríaca

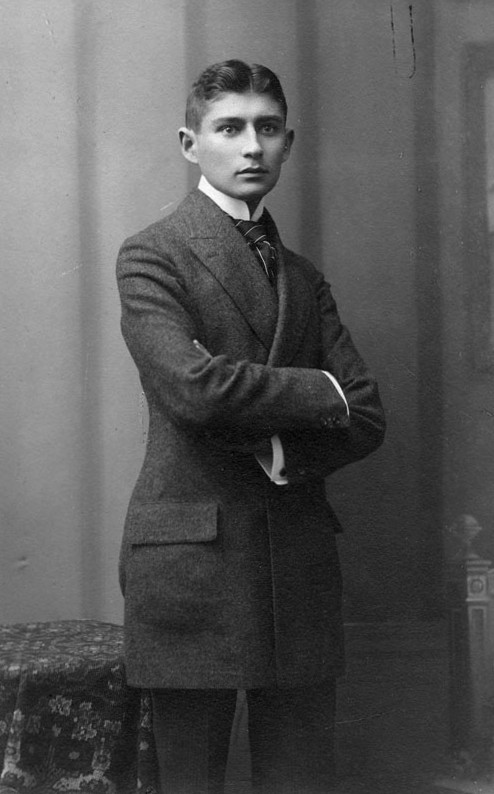
Franz Kafka

La literatura austríaca comprèn totes les obres escrites per autors austríacs. La major part d'aquesta literatura és escrita en alemany. Durant els segles passats, Àustria va comprendre molts territoris on es parlava altres llengües; usualment només els autors d'aquests territoris, que parlaven i/o utilitzaven la llengua alemanya com a escriptors, compten per la literatura austríaca. A causa d'aquests fets històrics, molts autors figuren no només en la història de literatura austríaca però també en altres, per exemple Franz Kafka i Franz Werfel estan mencionats també en una història sobre la literatura txeca, Elias Canetti en àmbits búlgars i britànics; de l'altre costat, un autor com el txec Jaroslav Hašek, que va escriure El bon soldat Svejk, pot ser entès també en un àmbit austríac.

## Definicions
Hi ha molta polèmica quant a la definició d'una literatura austríaca. Puix que la major part d'aquesta literatura és escrita en alemany, moltes persones no volen reconèixer una literatura austríaca sinó la literatura alemanya on els escriptors tindrien el seu lloc. De l'altre costat, Àustria té una tradició de gairebé 3.000 anys (amb el norig cèltic que esdevingué el noricum romà; aquest nom vol dir literalment regne de l'Est, equivalent a Österreich/Àustria) i la dinastia dels Habsburg va formar un estat relativament independent fins i tot als temps del Sacre Imperi Romanogermànic.
La més extensa història de la literatura austríaca es diu "Geschichte der Literatur in Österreich" (Història de la Literatura a Àustria) i parla sobretot de la literatura que es va escriure en el territori austríac, però inclou també la literatura germanòfona dels territoris de la "Vella Àustria" dels segles XVIII a XX. Aquesta història comença amb l'època medieval.

## Llengües
La major part de la literatura austríaca està escrita en alemany. La varietat lingüística austríaca de l'alemany posseeix unes especialitats sobretot al nivell del vocabulari. Els autors austríacs normalment utilitzen aquesta varietat lingüística.
Durant la història, Àustria va ser un país poliglot. Durant l'edat mitjana, a Àustria es varen parlar també llengües romàniques (properes a l'italià) i eslaves (sobretot eslovè i txec). A partir del segle xvi, el domini austríac comprengué també territoris hongaresos.
A més, la Història de la Literatura a Àustria comprèn exemples de literatura medieval en llatí i de literatura jueva en hebreu i jiddisch.

## Literatura medieval
Les primeres obres escrites estrictament en alemany segueixen el model dels grans romans francesos. Són cançons narratives, usualment en vers, que giren sovint al voltant d'un cavaller famós i les seves aventures.
Els autors més coneguts són: Heinrich von dem Tüerlîn (Diu Crône/La Corona), Oswald von Wolkenstein (cançons i poesia), Walther von der Vogelweide (cançons i poesia), Der Stricker (contes i epopeies) i Neidhart von Reuenthal (cançons).
Una part del famós Nibelungenlied transcorre a Àustria; alguns llocs van ser identificats a Baixa Àustria. Aquesta obra sembla una veritable obra europea, incloent almenys contribucions alemanya, austríaca, suïssa, francesa i hongaresa.

## Literatura de 1500 a 1700
...

## Literatura delseglexix

### Epoca «clàssica» a Àustria i el Biedermeier
Es defineix com a època "clàssica" més o menys el temps entre el Congrés de Viena i l'any 1850. Franz Grillparzer és un representant eminent d'aquesta època. Va escriure novel·les, poesia i drames, molt sovint amb temes de la història austríaca.
La dramàtica, més exactament el teatre popular (de Viena sobretot) va veure els seus més grans èxits, amb Johann Nepomuk Nestroy i Ferdinand Raimund. Els autors típics del Biedermeier van també contribuir considerablement a la literatura d'aquell temps. Nikolaus Lenau és conegut per a la seva poesia greu, i Anastasius Grün té una descendència noble però presentava les idees del romanticisme.

### El Realisme

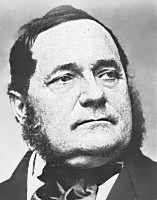
Adalbert Stifter

Com a altres països, el realisme literari introdueix temes socials i mostra la complexitat de societat també amb els seus aspectes negatius. Marie von Ebner-Eschenbach escrigué sobre la població rural, mentre que Ferdinand von Saar s'interessà més a l'alta societat i la noblesa. Peter Rosegger va ser fill de pagès; per això els seus llibres, contes i prosa curta, descriuen aquest món.
Un dels autors més importants és Adalbert Stifter. Les seves novel·letes i dues novel·les formen part del cànon de la literatura austríaca. La novel·la Witiko en tres volums descriu escenes de la història austríaca del segle xiii.
Cal també mencionar Bertha von Suttner que va escriure contes i sobretot novel·les. Mentre que els crítics i els científics pensen que la seva obra literària té una qualitat moderada, l'autora va rebre el Premi Nobel per a la Pau el 1904 per a la novel·la Die Waffen nieder! (A baix les armes!).

## Literatura del segle XX

### El modernisme: Viena, Praga i Czernovits

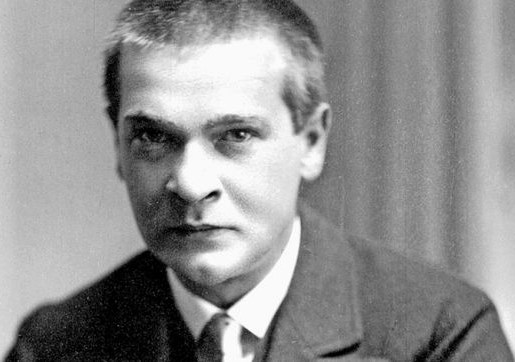
Georg Trakl

Georg Trakl va ser un poeta expressionista. Els seus poemes descriuen les experiències de la Primera Guerra Mundial.
Els autors els més coneguts del modernisme van ser Arthur Schnitzler i Karl Kraus a Viena, i el grup d'escriptors de Praga amb Franz Kafka, Franz Werfel, Rainer Maria Rilke, Robert Musil, Gustav Meyrink i altres.

### Entre dues guerres
Perdut el gran imperi, ara només un estat petit amb uns milions d'habitants, durant la Primera República Austríaca es desenvolupà una literatura d'importància mundial, també perquè els autors germanòfons de la monarquia vengueren al nou estat i sobretot a la metròpoli de Viena. Fou doncs l'època de la gran novel·la modernista, dels autors Franz Kafka (mort en 1924) que es va descobrir lentament, Franz Werfel, Robert Musil, Karl Kraus, així com el començament literari d'escriptors com Heimito von Doderer, Elias Canetti i Jean Améry.

### La literatura després de 1945
La literatura dels anys després de la guerra mundial fou marcada per una nova orientació després de la catàstrofe nacionalsocialista, de la qual Àustria va sortir alhora com a víctima (anul·lació de l'estat austríac en 1938, almenys 60.000 jueus assassinats, molts socialistes, comunistes, zíngars, homosexuals i impedits assassinats, innúmeres persones (sobretot jueus) expulsats, més de 100.000 soldats morts, una xifra important de morts dins la població civil) i com a culpables (la població va celebrar la invasió dels nazis, molts nacionalsocialistes importants van ser austríacs, fins i tot Adolf Hitler va ser austríac fins a la seva conversió en alemany en 1933, camps de concentració també a Àustria, sobretot Mauthausen on també molts catalans i republicans espanyols van morir). El Gruppe 47 de Múnic tenia membres alemanys però també austríacs. El Wiener Gruppe (grup de Viena) es va formar amb els autors més importants dels anys després de la guerra, com Ingeborg Bachmann, Paul Celan, Milo Dor, Hans Weigel, Ilse Aichinger, etc.

## Premis Nobel

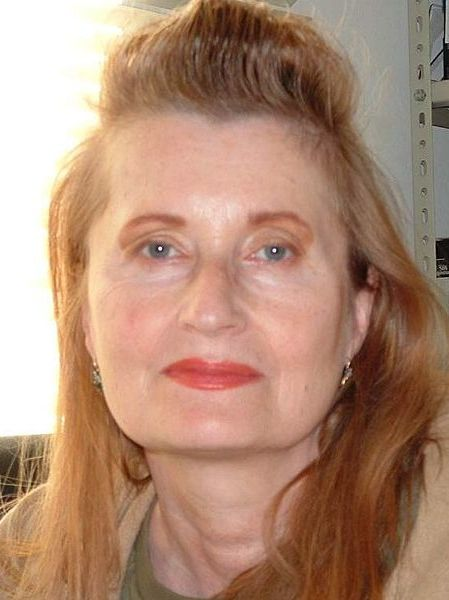
Elfriede Jelinek

El 1981 Elias Canetti (1905-1994) va rebre el Premi Nobel per a la literatura. El lloc del seu naixement, el 1905 dins la monarquia austríaca, es troba avui a Bulgària; Canetti passava molt temps, sobretot entre les dues guerres, a Viena i va escriure tots els seus llibres en alemany. Després de l'emigració forçada cap a Londres (Canetti va ser jueu) esdevingué ciutadà britànic. Durant els darrers anys de la seva vida, habitava a Zúric, Suïssa. Les seves obres més importants són la novel·la Die Blendung, l'assaig Masse und Macht i el seu ample Diari. Tres volums de memòries (La llengua salvada, La torxa a l'orella i El joc d'ulls) presenten la imatge de la societat austríaca fins a la Segona Guerra Mundial i descriuen els contactes que va tenir l'autor dins el món literari.
El 2004, Elfriede Jelinek (*1946) va rebre el Premi Nobel per a la literatura. El jurat parlà d'un fluix musical de veus i contra-veus a les novel·les i peces de teatre que, amb un esforç lingüístic extraordinari, revela l'absurditat dels clixés de la societat així que llur poder enorme. Jelinek viu a Viena i a Múnic. La seva obra conté novel·les com Les amants, La pianista, Els exclosos i Die Kinder der Toten (Els nens dels difunts) així que drames com Clara S., Burgtheater i Bambiland. Malgrat això, l'autora va començar a escriure poesia i contes als anys 1960.

## Literatura del segle XXI
Mentre que alguns dels autors molt coneguts com a Franzobel, Peter Handke, Peter Henisch, Elfriede Jelinek, Gerhard Roth i Robert Schneider publiquen regularment, hi ha un moviment literari molt ric, sobretot gestionat per una generació més jove. En uns casos les revistes literàries exercen una funció important en ajuntant escriptors i fomentant les seves obres.

### Revistes literàries i editorials
Literatur und Kritik i Erostepost pareixen a Salzburg, Manuskripte, Sterz, Schreibkraft i Lichtungen a Graz, Wespennest i Kolik a Viena, Cognac & Biskotten a Innsbruck, DUM i Etcetera a Baixa Àustria. Compten com a les revistes literàries les molt tradicionals i importants de l'Àustria contemporània.
Cal mencionar les editorials Residenz, Droschl, Zsolnay, Deuticke, i Haymon. Residenz va ser molt important durant els anys 1970 i 1980 quan molts autors austríacs van ser publicats allà. Sobretot les petites editorials, com Arovell, FZA-Verlag, Pichler, Ritter, Skarabaeus, Wieser, etc. presenten al públic autors menys coneguts i joves. De l'altre costat, nombrosos autors austríacs publiquen els seus llibres a Alemanya perquè les editorials alemanyes ofereixen més poder de màrqueting i més diners. Les reorganitzacions econòmiques i les fusions tenen també una influència a Àustria. Per exemple, Zsolnay i Deuticke pertanyen a l'editorial alemanya Hanser.

### Premis literaris i convocatòries
L'estat austríac finança subsidis i premis. A més hi ha també una sèrie de premis organitzats per organitzacions privades. Aquests premis i convocatòries s'adrecen generalment als autors germanòfons. Per excemple: Alfred-Gesswein-Literaturpreis, Erostepost-Literaturpreis, Franz-Kafka-Preis, Feldkircher Lyrikpreis, Wiener Werkstattpreis, Anton-Wildgans-Preis i Manuskripte-Preis.

### Autors del segle nou

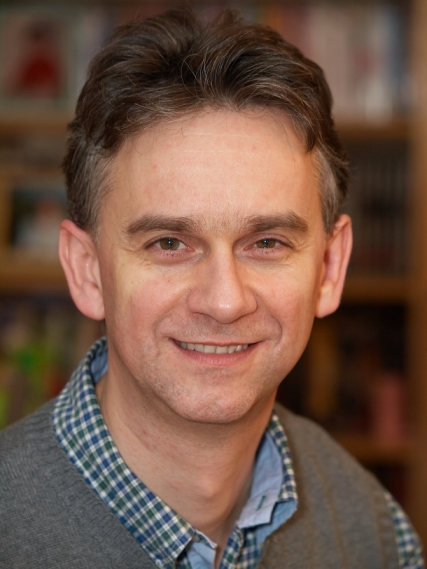
Klaus Ebner

Llibres, revistes, lectures públiques i els premis literaris demostren i fomenten una multitud d'escriptors, això vol dir novel·listes, dramàtics, prosaïstes, assagistes i poetas, per exemple Reinhold Aumaier, Zedenka Becker, Adelheid Dahimène, Dimitré Dinew, Martin Dragosits, Klaus Ebner, Günter Eichberger, Olga Flor, Klaus Händl, Karin Geyer, Thomas Glavinic, Constantin Göttfert, Egyd Gstättner, Ludwig Laher, Gabriel Loidolt, Wolfgang Kauer, Daniel Kehlmann, Michael Köhlmeier, Melamar, Wolfgang Pollanz, Gudrun Seidenauer, Linda Stift, Vladimir Vertlib, Peter Paul Wiplinger. Normalment els autors publiquen els seus textos a Àustria, Alemanya i Suïssa.

### Un gresol cultural
Duran la seva història, Àustria i la seva literatura eren un gresol que va unir els pobles, les mentalitats i les cultures. Avui, aquest element és molt menys important però encara existeix. La novel·lista Zdenka Becker va emigrar d'Eslovàquia, Dimitré Dinev de Bulgària i Vladimir Vertlib va néixer a Ucraïna. Molt sovint els temes dels autors reflecteixen la immigració i la interculturalitat.
Hi ha també la literatura de les minories autòctones a Àustria. En aquest context cal mencionar la filla de Florjan Lipuš, la poeta Svetka Lipuš que actualment viu als Estats Units. La seva poesia va ser publicada en eslovè i en alemany. Igualment en les dues llengües escriu l'autora Maja Haderlap, que va començar a escriure sobretot poesia en eslovè i ha esdevingut coneguda com a contribuïdora de la revista literària Mladje. El 2011, Haderlap va guanyar el premi Bachmann de les Jornades de literatura en llengua alemanya amb una novel·la que va escriure en alemany.
Un altre aspecte és el fet que uns autors van triar un altre país per a viure mentre que sempre escriuen. És clar que les seves experiències deixen també traces als seus textos. Per exemple, Marlene Streeuwitz i Ann Cotten viuen a Berlín, Raoul Schrott va viure uns anys a Irlanda i també Christoph Ransmayr va anar a l'isla verde.

## Llista d'autors

### Segle XIX
- Marie von Ebner-Eschenbach, 1830-1916. Narrativa (realisme social).
- Franz Grillparzer, 1791-1872. Drama, poesia, narrativa, assagística.
- Nikolaus Lenau, 1802-1850. Poesia, drama.
- Ferdinand Kürnberger, 1821-1879. Narrativa.
- Johann Nepomuk Nestroy, 1801-1862. Drama.
- Ferdinand Raimund, 1790-1836. Drama.
- Peter Rosegger, 1843-1918. Narrativa.
- Ferdinand von Saar, 1833-1906. Narrativa (novel·les curtes).
- Leopold von Sacher-Masoch, 1836-1895. Narrativa.
- Charles Sealsfield, 1793-1864. Narrativa.
- Adalbert Stifter, 1805-1868. Narrativa, contes i novel·les (realisme).
- Bertha von Suttner, 1843-1914. Novel·les populars. Premi Nobel de la Pau en 1905.

### Segle XX

#### Literatura de Praga
- Franz Kafka
- Franz Werfel
- Rainer Maria Rilke
- Egon Erwin Kisch
- Max Brod
- Gustav Meyrink
- Franz Blei

#### Literatura de Viena i Salzburg fins al 1918
- Hermann Broch
- Karl Kraus
- Arthur Schnitzler
- Hugo von Hofmannsthal
- Georg Trakl

#### Entre les guerres
- Peter Altenberg
- Fritz von Herzmanovsky-Orlando
- Robert Musil
- Alexander Lernet-Holenia
- Leo Perutz
- Alfred Polgar
- Rhoda-Rhoda
- Joseph Roth
- Jura Soyfer,

#### Literatura de Czernovits
- Paul Celan, 1920-1970. Poesia.
- Rose Ausländer, 1901-1988. Poesia.
- Gregor von Rezzori, 1914–1998. Narrativa i Memòries.

#### Després de la guerra mundial
- Elias Canetti, Premi Nobel 1982
- Heimito von Doderer
- Ingeborg Bachmann
- Peter Handke
- Thomas Bernhard
- Elfriede Jelinek, Premi Nobel 2004
- Ilse Aichinger
- Marlen Haushofer
- Anna Mitgutsch
- Erich Fried
- Theodor Kramer
- Elfriede Kern
- Hilde Spiel
- Elfriede Gerstl
- Peter Henisch
- Michael Köhlmeier
- Manès Sperber
- Jean Améry
- Marianne Fritz
- Peter Rosei
- Josef Haslinger
- Elisabeth Fröhlich
- Christine Busta
- Gerhard Roth
- Franz Innerhofer
- Gert Jonke
- Helmut Qualtinger
- Florjan Lipuš (eslové)
- Milo Dor
- Friedrich Torberg
- Hans Weigel
- Norbert Gstrein
- Robert Menasse
- Robert Schneider
- Friederike Mayröcker
- Sabine Scholl
- Sabine Gruber
- Erwin Einzinger
- Doron Rabinovici
- Franz Schuh
- Karl-Markus Gauß
- Peter Turrini
- Marlene Streeruwitz
- Max Blaeulich,
- Monika Helfer
- Robert Schindel
- Alfred Kolleritsch

### Segle XXI
Molts dels autors següents van començar a publicar durant els anys 1990 o fins i tot 1980.
- Bettina Balàka, *1966
- Kirstin Breitfellner, *1966
- Klaus Ebner, *1964
- Olga Flor, *1968
- Franzobel, *1967
- Arno Geiger, *1968
- Thomas Glavinic, *1972
- Constantin Göttfert, *1979
- Andrea Grill, *1975
- Wolfgang Herrmann, *1961
- Daniel Kehlmann, *1975
- Gabriel Loidolt, *1953
- Lydia Mischkulnig, *1965
- Raoul Schrott, *1964
- Gudrun Seidenauer, *1965
- Thomas Stangl, *1966
- Linda Stift, *1969
- Manfred Wieninger, 1963